# Determinering
Determinering är en molekylär process som avgör vilken speciell funktion en viss cell ska utvecklas till. När cellens framtida öde är bestämt är determineringen klar.